# EX-BOARD
eX-BOARD（エクスボード）とは、株式会社エクサムが発表したアーケードゲーム基板である。基板の設計及び、生産自体は韓国のINTERPARK GAMES社が行っている。

## 概要
エクサムが2008年3月の『アルカナハート2』稼動と同時に発売した、アーケードゲーム用システム基板。
「オペレーター（操作者）とディベロッパー（製作者）を繋ぐ」というコンセプトのもと、開発自体がアミューズメント活性化を目標としており、扱いやすさを目指した仕様設計が徹底されている。その特徴として、カートリッジ形式を採用しており、アーケードゲーム用の筐体専用機材がなくても、VGA出力を用いてモニターと繋ぎ、USBゲームパッドを繋げることでプレイ可能とするなど、高い汎用性を持つ。また、カートリッジ制の導入により、特殊なインストール作業が必要なくオペレーター側のセットアップが容易い仕様になり、ソフトの交換も容易に行うことが可能。プログラムに関しても、Windows XP Embeddedをベースに基礎設計がなされており、開発のための初期投資による経費削減が可能となっている。
eX-BOARDは上記の要素をアピールポイントとして発売されたが、発売時期に対して対応スペックの弱さは否めないものであり、特にグラフィック面においてはビデオゲームにおいても既にデジタルHD映像出力への移行が進んでいた当時のアーケードシーンの流れを読み違えアナログSD映像出力にしか対応させなかったため、これらに対応していたTaito Type X2やRINGといった他社の競合プラットフォームの存在もありシェア獲得に苦戦、日本国内におけるリリースタイトルも自社開発の3本のみ、その他のタイトルは開発中止または他基板に変更した上での発売となっている。

## スペック
- CPU：Fanless Via C7 NanoBGA2
- Chipset：Via CN700, VT8237R Plus
- Memory：1GByte DDR2 SDRAM（VRAM共用,UMA64MBまで）
- Video：Integrated S3 UniChrome Pro AGP graphics with MPEG-2 decoding acceleration (AGP 8x : UMAによる64MBまでのメモリサポート)
- Audio：VIA VT1618Cidec 192KHz/32bit 8ch AC’97
- Network：RJ-45 10/100Mbps EATHERNET
- Video端子：JAMMA出力・D-Sub 15pin×2・コンポジット端子・S-Video端子（同時接続可）
- Audio端子：JAMMA出力・L/R音声出力端子×2
- Input：JAMMA入力（拡張ボタン1を ボタン4として利用）・追加拡張ボタンコネクタにより追加ボタンサポート
- USB：USB2.0（2ポート）
- パワー：12V 5A（JAMMA供給）・AC100 - 240V 50/60Hz 1.7A（専用電源アダプタ）
- サイズ：W317.80mm×D250.00mm×H104.20mm
- 重さ：4kg
- OS：Microsoft Windows XP Embedded
- Flash Disk：512M・1G・2G

## 主なソフト
- アルカナハート2（2008年3月21日）
  - すっごい！アルカナハート2（2008年10月30日）
- デモンブライド（2009年7月16日）

### 出展のみの作品
- オトメクライシス AMショースペシャルバージョン（2008年のAMショーで出展）

### 発売中止
- MONSTER ancient cline
- 闘龍門2
- エージェント9
- JAPANクイズ党
- GTO -GAME TABLE ONLINE 死神の遊戯
- シメンソカス - 2009年夏の発売が予定されていた[2]。 2024年11月25日、サクセスよりALL.Net P-ras MULTI Ver.3筐体向けゲームとして配信された[3][4]。